# Тихвинский Богородичный Успенский монастырь
Тихвинский Богородичный Успенский монастырь — мужской монастырь Тихвинской епархии Русской православной церкви в городе Тихвине. Построен на берегу реки Тихвинки, чтобы служить местом пребывания особо почитаемой на северо-западе России Тихвинской иконы Божией Матери.

## История

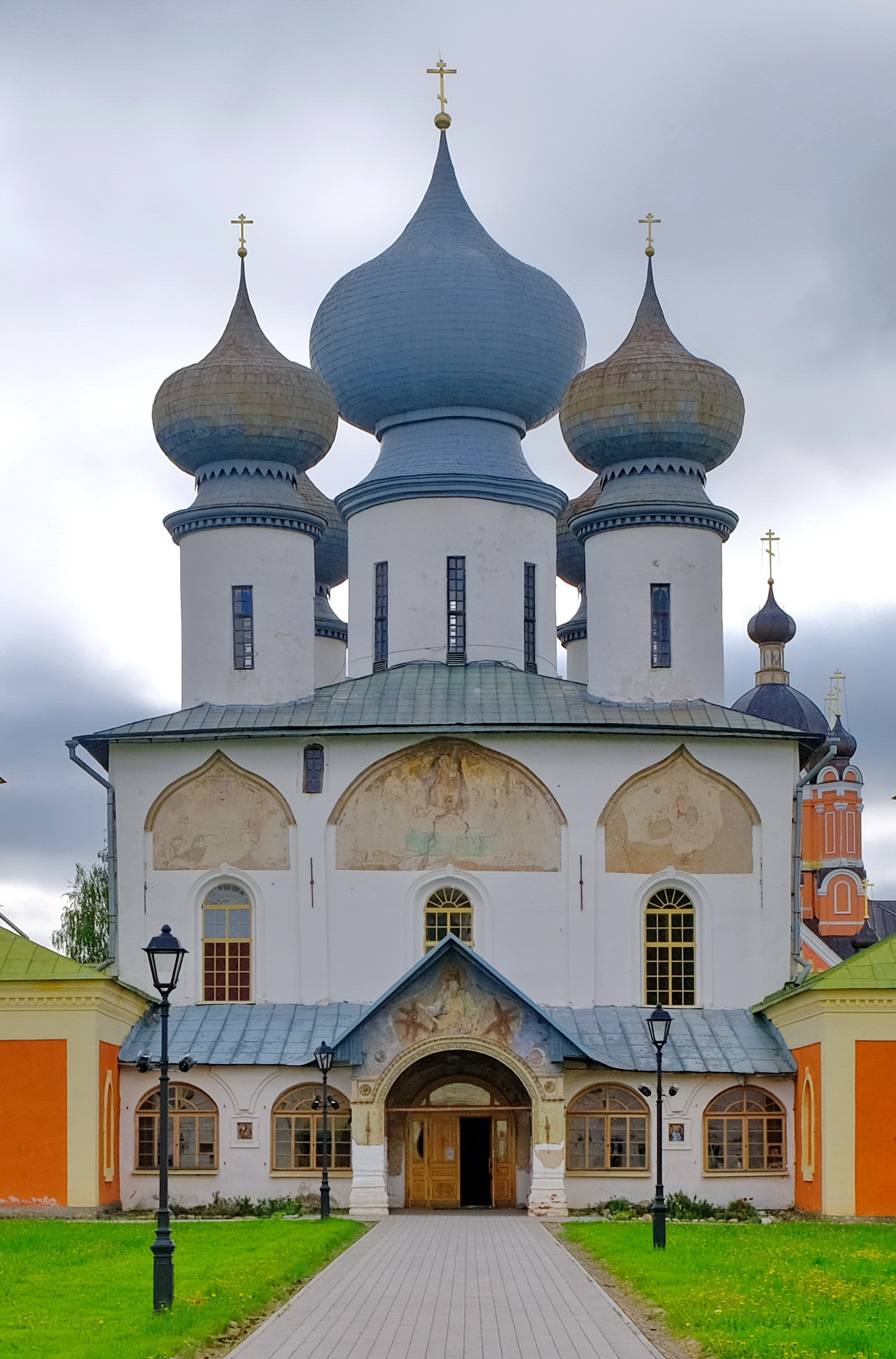
Успенский собор был построен за 45 лет до основания монастыря

Основан по указу Ивана Грозного от 10 февраля 1560 года новгородским архиепископом Пименом. Работами по устройству обители руководил богомольный новгородский ктитор Фёдор Сырков (казнен Иваном Грозным во время опричного погрома Новгорода). Срокам строительства придавалось особое значение, поэтому царь разрешил на всех видах работ использовать крестьян из двадцати волостей.
Главной реликвией монастыря является чудотворная Тихвинская икона Божией Матери Одигитрии. Во время крестных ходов, тем не менее, в монастыре использовалась выносная икона. Согласно одному из преданий, она в течение 200 лет находилась в Старой Руссе в Спасо-Преображенском мужском монастыре (или же в Воскресенском соборе города), но была перенесена в Тихвин. Якобы во время мора в Старой Руссе и Тихвине некоему «благоговейному мужу» было видение свыше, что бедствие прекратится, если иконы Божией Матери в Старой Руссе и Тихвине поменяются местами. После этого список Тихвинской иконы была принесён в Старую Руссу, а старорусская икона — в Тихвин; вскоре после этого мор, согласно преданию, прекратился.

По легенде, на одном из мест её чудесного явления верующим в 1383 году был основан храм. После того как икона спустилась в руки молившихся ей на берегу Тихвинки, там немедленно в тот же день началось строительство храма Успения Пресвятой Богородицы. Однако на следующий день уже поставленное основание исчезло вместе с иконой и появилось на другой стороне реки. После этого Богородица в сопровождении Николая Чудотворца явилась пономарю Георгию, посланному оповестить окрестности о приближающемся освящении храма, и повелела поставить на храме деревянный, а не железный крест. На месте её появления была поставлена часовня во имя святого Николая. 

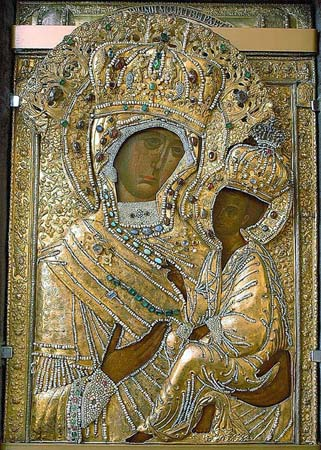
Тихвинская икона Божией матери

В 1390 году деревянные часовня и храм сгорели, но икона и деревянный крест по преданию остались невредимы. В 1395 году восстановленные часовня и храм снова сгорели. В третий раз пожар уничтожил церковь в 1500 году, икона была спасена священником Василием и его сыном Стефаном. Она была заменена новой деревянной, но в 1510 году Василий III повелел построить каменный храм на её месте — он был освящен 12 августа 1515 года. В это же время на месте явления Богородицы пономарю Георгию был основан малый Николаевский Беседный монастырь, который ещё существовал в 1859 году.
В 1613 году монастырь был осаждён шведской армией под предводительством Якоба Делагарди, однако его защитники во главе с князем Семёном Прозоровским смогли отразить несколько штурмов и удержать обитель до прихода подкрепления. В 1623 году Успенский собор монастыря был поврежден во время пожара, однако обновлен к 1624 году. Тогда же в соборе был устроен новый иконостас, который был отделан червонным золотом в 1794 году.
В 1747 году императрица Елизавета Петровна распорядилась выстроить вокруг монастыря каменную ограду. Её строительство было начато в 1766 году, а в 1788 году окончена западная часть. В 1795 году завершилось строительство восточной, северной и южной частей. Для этого были использованы пожертвования императоров Павла I и Александра I (37 000 рублей) и собственные средства монастыря (около 20 000 рублей). Общая длина ограды достигала 450 саженей.
С наступлением эпохи классицизма почти все монастырские сооружения были перестроены в соответствии со вкусами новой эпохи. В 1854 году монастырской ризнице был передан крест работы петербургского мастера Ф. А. Верховцева.

## В XX веке
В 1920-х годах храмы монастыря были переданы обновленцам, в 1930-х годах закрыты, а икона, почитавшаяся чудотворной, стала экспонатом местного краеведческого музея.
Монастырь сильно пострадал за время Великой Отечественной войны. Практически полностью была разрушена колокольня. В путеводителе «Памятники архитектуры Ленинградской области» (Стройиздат, 1987) читаем: «Ещё недавно на месте исторического памятника возвышалась бесформенная груда обломков, оставшихся со времён Великой Отечественной войны».
Отступая из Тихвина, немецкие войска вывезли икону во Псков, где передали православной духовной миссии. Потом икона попала в Ригу, Либаву, Яблонец, американскую оккупационную зону в Германии, откуда епископ Иоанн (Гарклавс) вывез её в Чикаго (США). Умирая, владыка Иоанн оставил завещание, по которому возвращение святыни в Россию возможно только при полном возрождении Тихвинского монастыря.
В 1945 году находившуюся в западной башне монастырской ограды церковь Тихвинской иконы Божией Матери «Крылечко» предоставили в пользование православной общине. Более сорока лет это был единственный храм, действовавший на территории Тихвинского и Бокситогорского районов.

## Современность
В 1995 году монастырь был возвращён Русской православной церкви, Успенский собор восстановлен и освящён. Основательная реставрация прочих сооружений монастыря состоялась после 2004 года, когда чудотворная икона вернулась в монастырь из Чикаго (США). В частности, были воссозданы не сохранившиеся Омутная и Тайничная башни.
С 2001 по 2008 год в монастыре почивали мощи преподобного Антония Дымского.

## Сооружения

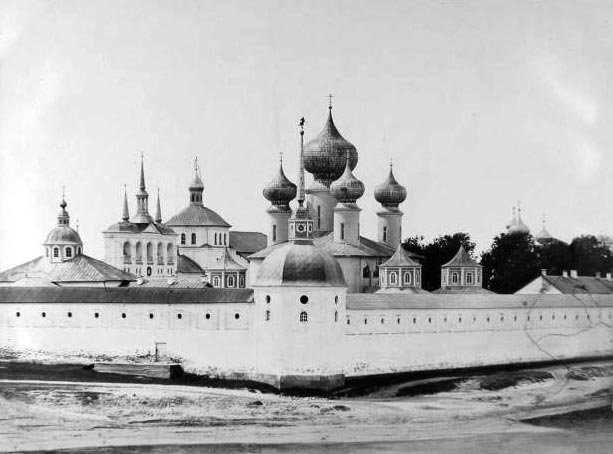
Общий вид монастыря в 1883 году

- Трёхглавый Успенский собор был построен для хранения иконы за 45 лет до основания монастыря, преположительно той же артелью, что и собор Хутынского монастыря; возможно, под наблюдением итальянского («фряжского») зодчего[1]. В XVIII веке он претерпел ряд изменений: был разобран придел во имя святителя Николая, несколько длинных и узких окон перед чудотворной иконой были заменены одним большим, чугунные плиты пола были заменены лещадными, амвон стал гранитным[1]. Кроме того, настенная живопись собора в XVIII веке была счищена, и стены вновь были расписаны под руководством иконописца Логгина Шустова[1]. В XIX веке обнесён галереей с массивными кубическими приделами.
- Покровская церковь (1581) с трапезной палатой. В XVIII веке надстроена массивным восьмериком с полукруглыми окнами. Предполагаемые формы XVII века, включая живописные ряды кокошников, были восстановлены в послевоенный период по проекту реставратора В. В. Экк.
- Звонница 1600 года постройки пятигнёздная, четырёхэтажная. Во время пожара 1623 года пострадала от взрыва, так как в одном из гнёзд хранился порох[1]. Была восстановлена к 1631 году артелью каменщиков, которых прислал князь Дмитрий Пожарский[6]. В 1777 году основательно перестроена в духе провинциального классицизма. После разрушения в годы Великой Отечественной войны воссоздана в 1960-е годы по проекту К. А. Степанова в предполагаемых древнерусских формах. К началу XXI века обветшала (в том числе и от регулярных разливов близлежащего пруда), что потребовало ремонтных работ, которые завершились в 2020 году[7].
- Келейные корпуса: Архимандричьи кельи (1682—1684), Келарские кельи (1684—1685), Евфимиевские палаты (Патриаршие кельи, 1699—1700), Казённые кельи (Архиерейский корпус, 1699), а также поварня конца XVI века. Почти все они приобрели нынешний облик в результате реставрационных работ XX—XXI вв.
- Ограда с башнями.
- Надвратные церкви в башнях в честь иконы Тихвинской Божией Матери (освящена 13 сентября 1791 года) и Николая Чудотворца (освящена в 1798 году)
- Церковь Тихвинской иконы Божией Матери («Крылечко») XVIII века, перестроенная в 1863 году по проекту Николая Бенуа.
- Церковь Воздвижения Креста Господня.

Реставраторы XX и XXI веков при воссоздании облика сооружений ориентировались на изображения XVII—XVIII веков, в частности на миниатюру с изображением монастыря, которая сохранилась в иллюстрированной (лицевой) рукописи «Сказания о иконе Богородицы Тихвинской» первой половины XVIII века (хранится в Российской национальной библиотеке).

## Колокола[1]
- Большой — самый большой из монастырских колоколов, был отлит в Москве в 1808 году и перелит после повреждения в 1813 году в Тихвине (при этом в сплаве увеличилось количество меди). Его вес после перелива возрос с 500 до 635 пудов. На колоколе при литье были изображены иконы из храмов монастыря: Вознесения Господня, Покрова Пресвятой Богородицы, Тихвинской и Беседной (находившейся в церкви «Крылечко») Божией Матери.
- Полиелейный — весом около 300 пудов, подарен монастырю царем Федором Иоанновичем в память о царе Иване Васильевиче и царевиче Иване Ивановиче в 1589 году (по другим данным — в 1584 году[6]).
- Всехдневный — весом 240 пудов, отлит в сентябре 1776 года при архимандрите Евфимии II мастером Алексеем Дмитриевичем Евдокимовым.
- Ранний — весом в 119,5 пудов (119 пудов и 20 фунтов), в 1802 году перелит при архимандрите Герасиме из старого колокола 1549 года с добавлением меди.
- Трапезный и великопостный — 40 пудов 15 фунтов весом, отлит 20 января 1803 года при игумене Герасиме, как следовало из надписи на нем.
- Сигнальный — около 23 пудов весом, вылит в 1553 году.

Кроме того, в монастыре имелось до тринадцати малых колоколов весом от 13 пудов до 6 фунтов, использовавшихся для трезвона и отбоя четвертей часа, и 68-пудовый колокол без надписей для заказных и ранних служб.
В начале 2000-х годов в Воронеже изготовлен новый набор колоколов, взамен утраченного исторического.

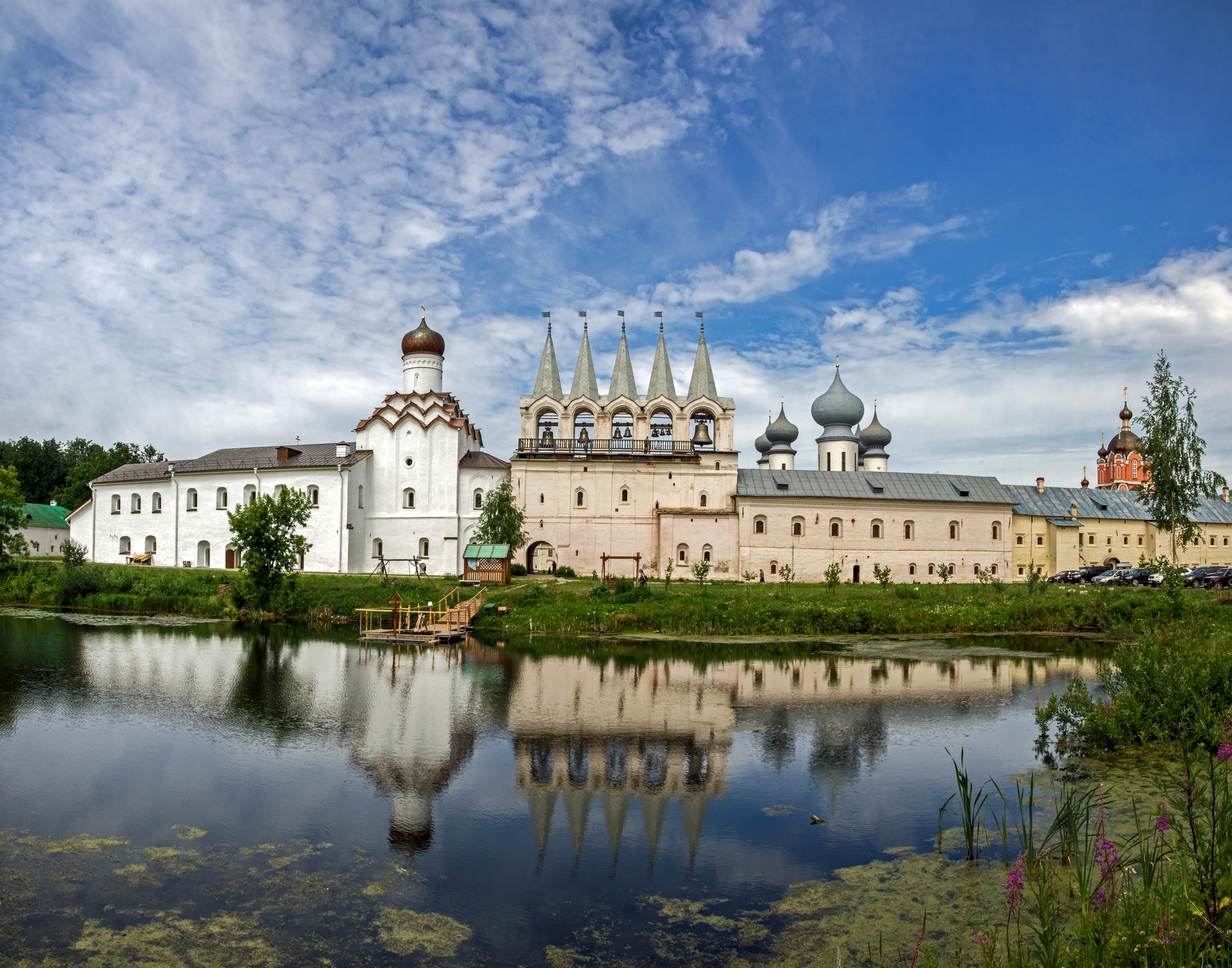
Вид на звонницу со стороны Сыркова озера
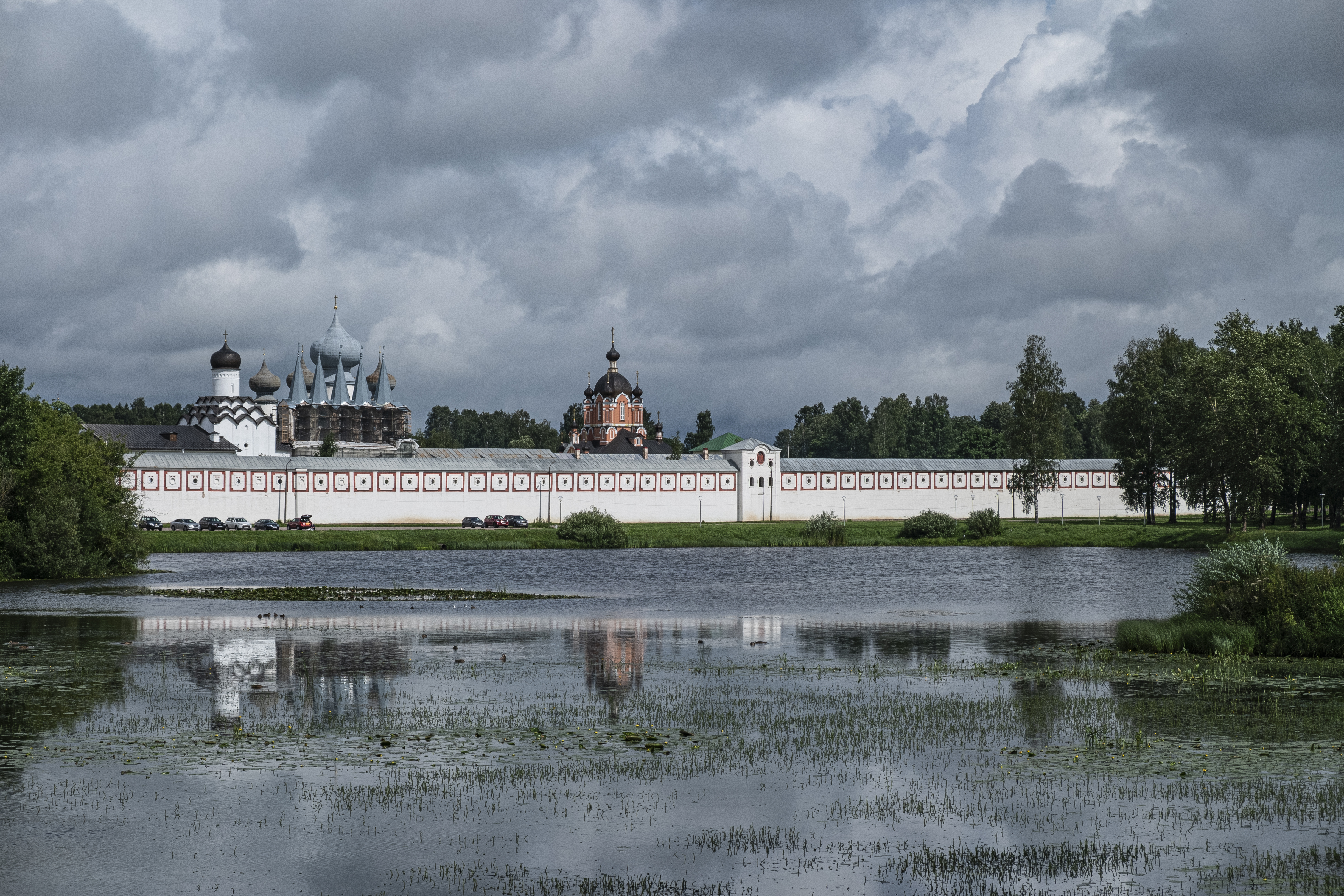
Южная стена монастыря
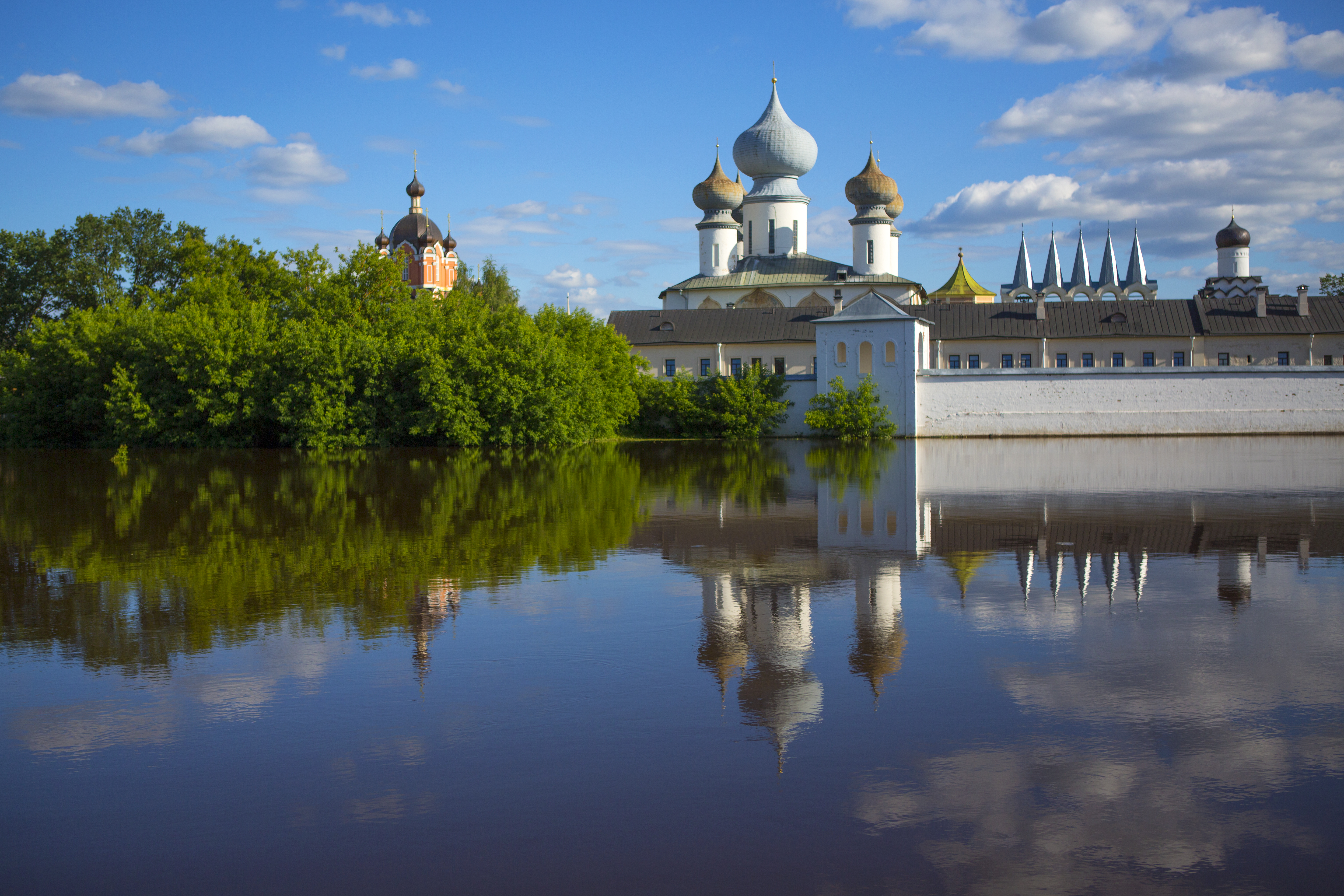
Разлив Тихвинки в июле 2021 года

## Настоятели
| Настоятели монастыря              | Настоятели монастыря                                                  | Настоятели монастыря |
| Даты                              | Настоятель                                                            | Комментарии |
| --------------------------------- | --------------------------------------------------------------------- | --- |
| 11 февраля 1560 — 22 октября 1571 | игумен Кирилл (…—1571)                                                | |
| 1 ноября 1571 — …                 | игумен Герман                                                         | |
| … — …                             | игумен Сильвестр                                                      | |
| … — 1581                          | игумен Ксенофонт                                                      | переведён в Новгородский Кириллов монастырь                                                                                              |
| 1582—1611                         | игумен Иосиф                                                          | |
| 1612 — 25 февраля 1615            | игумен Онуфрий (…—1628)                                               | рукоположён в епископа Астраханского |
| 1615 (1614) — 19 февраля 1617     | игумен Макарий (…—1626)                                               | рукоположён в епископа Вологодского |
| 1617—1621                         | игумен Трифон                                                         | |
| 1621—1623                         | игумен Вассиан                                                        | |
| 1624—1632                         | игумен Александр                                                      | |
| 1632—1634                         | игумен Сергий                                                         | |
| 22 июля 1634 — 10 июня 1640       | игумен Герасим (Кремлёв) (…—1650)                                     | рукоположён в епископа Сибирского и Тобольского; в 1636 году именно он занимался реставрацией чудотворной иконы Тихвинской божией матери |
| 1640—1648                         | игумен Сергий                                                         | вторично |
| 1648—1649                         | игумен Симеон                                                         | |
| октябрь 1649—1653                 | игумен (с 14 (24) июля 1651 — архимандрит) Пимен (…—1666)             | уволен на покой |
| 1653—1656                         | архимандрит Иосиф                                                     | |
| 4 марта 1657 — 20 октября 1659    | архимандрит Никон (…—1660)                                            | |
| 1660—1661                         | архимандрит Иаков                                                     | |
| 30 октября 1661 — 1 января 1665   | архимандрит Иосиф (…—1681)                                            | переведён в Московский Новоспасский монастырь                                                                                            |
| 1665 — 20 марта 1668              | архимандрит Корнилий (…—1698)                                         | переведён строителем в Зеленецкий-Троицкий монастырь                                                                                     |
| 1668 — 2 сентября 1674            | архимандрит Иона (Баранов) (1635—1699)                                | рукоположён в епископа Вятского |
| 27 января 1675 — март 1676        | архимандрит Макарий (…—1696)                                          | переведён в Соловецкий монастырь |
| апрель 1676—1678                  | архимандрит Ефрем                                                     | |
| февраль 1678 — февраль 1680       | архимандрит Варсонофий                                                | переведён в Новоиерусалимский монастырь                                                                                                  |
| март 1680 — 8 января 1690         | архимандрит Макарий (…—1696)                                          | вторично; переведён в Хутынский монастырь                                                                                                |
| 8 января 1690 — 14 сентября 1694  | архимандрит Евфимий (…—1694)                                          | утонул в Ладожском озере |
| 8 января 1695—1696                | архимандрит Макарий (…—1696)                                          | в третий раз |
| 1697—1708                         | архимандрит Боголеп (…—1710)                                          | уволен на покой в Спасо-Нередицкий монастырь                                                                                             |
| 1708—1717                         | архимандрит Павел                                                     | |
| 1717—1718                         | архимандрит Рувим                                                     | |
| 13 февраля 1719 — 22 мая 1722     | архимандрит Варлаам (Вонатович) (ок. 1680—1751)                       | рукоположён в епископа Киевского |
| 1722—1726                         | архимандрит Павел                                                     | переведён в Спасо-Евфимиев монастырь |
| 19 марта 1727—1743                | архимандрит Феодосий (…—1744)                                         | уволен на покой |
| 1743—1744                         | игумен Адриан                                                         | |
| 28 марта 1744—1751                | архимандрит Сильвестр (…— не ранее 1756)                              | переведён в Хутынский монастырь |
| 22 августа 1751—1762              | архимандрит Леонид (…—1762)                                           | |
| 1762 — 17 июля 1763               | архимандрит Павел (Гребневский) (…—1770)                              | рукоположён в епископа Владимирского |
| 16 сентября 1763—1766             | архимандрит Наркисс (…— не ранее 1772)                                | переведён в Крестовоздвиженский Бизюков монастырь                                                                                        |
| 1776                              | архимандрит Евфимий (второй)                                          | Надпись на монастырском Всехдневном колоколе гласит, что в 1776 году архимандритом был Евфимий                                           |
| Не ранее 1776 — 24 марта 1788     | архимандрит Феодосий (…—1792)                                         | уволен на покой |
| 31 марта 1788 — 7 мая 1795        | архимандрит Игнатий (Ушаков) (1731—1796)                              | переведён в Московский Симонов монастырь                                                                                                 |
| 30 мая 1795 — 27 февраля 1810     | архимандрит Герасим (Князев) (…—1829)                                 | переведён в Московский Симонов монастырь                                                                                                 |
| 28 февраля 1810 — 11 октября 1823 | архимандрит Самуил (…—1828)                                           | уволен на покой |
| 1823 — 2 апреля 1851              | архимандрит Иларион (Кириллов) (1776—1851)                            | |
| 19 мая 1851 — 10 августа 1855     | архимандрит Петр (…—1855)                                             | |
| 11 октября 1855—1874              | архимандрит Владимир (Кобылин) (…—1874)                               | |
| 1893 — 11 мая 1894                | Исаакий (Положенский) (1828—1894)                                     | |
| 22 августа 1894 — 16 июня 1913    | архимандрит Иоанникий (Мальцев) (…—1913)                              | |
| 21 августа 1913 — сентябрь 1924   | епископ Антоний (Демянский) (1866 — ок. 1926)                         | арестован |
| до 1927 — после 1929              | архимандрит Феодосий                                                  | обновленческий |
| до 1933 — …                       | «епископ» Николай (Строганов)                                         | обновленческий |
| 1930-е — 1995                     | период закрытия                                                       | период закрытия |
| 30 июня 1995 — 18 июля 1999       | иеромонах (с 17 апреля 1997 — игумен) Александр (Гордеев) (1928—2017) | |
| 18 июля 1999 — 5 марта 2015       | архимандрит Евфимий (Шашорин) (1972—2015))                            | |
| с 5 марта 2015                    | игумен и священноархимандрит Мстислав (Дячина) (1967)                 | |